# Hyltebruks samrealskola
Hyltebruks samrealskola var en realskola i Hyltebruk verksam från 1938 till 1971.

## Historia
Skolan var från 1934 en högre folkskola. Denna ombildades 1 januari 1938 till en kommunal mellanskola. Denna ombildades från 1944 successivt till Hyltebruks samrealskola 
Realexamen gavs från 1938 till 1971.